# Байершмидт, Ули
Ульрих (Ули) Байершмидт (нем. Uli Bayerschmidt; 3 марта 1967, Мюнхен) — немецкий футболист, играл на позиции защитника.

## Карьера
Молодёжную карьеру провёл в «Бавария II». Дебют за основную команду состоялся в октябре 1986 года в матче Кубка европейских чемпионов против нидерландского клуба «ПСВ». В том сезоне мюнхенский клуб дошёл до финала, где в основное время уступил «Порту». Ульрих весь финальный матч провёл на скамейке запасных. В том же сезоне мюнхенцы выиграли национальный чемпионат, а Байершмидт принял участие только в одном матче (против «Вердер», заменив Михаэль Румменигге). В следующем сезоне в последнем туре Ульрих отметился дебютным голом в Бундеслиге в ворота «Байер 04».
В сезоне 1988/89 появился только в матче Кубка УЕФА против польского клуба «Легия». Во время зимнего перерыва перешёл в «Нюрнберг». За два года в новом клубе Ульрих появился в 41 матче. В конце сезона 1990/91 подписал контракт с «Гертой» из Второй Бундеслиги. За столичный клуб Байершмидт провёл чуть больше 80 матчей. В 1994 году перешёл в «Теннис-Боруссия», где через 2 года завершил карьеру.

### Статистика
| Сезон       | Дивизион | Клуб     | Страна        | Матчи | Голы |
| ----------- | -------- | -------- | ------------- | ----- | ---- |
| 1986/87     | Д1       | Бавария  | Флаг Германии | 1     | 0    |
| 1987/88     | Д1       | Бавария  | Флаг Германии | 3     | 1    |
| 1988/89 (1) | Д1       | Бавария  | Флаг Германии | 0     | 0    |
| 1988/89 (2) | Д1       | Нюрнберг | Флаг Германии | 11    | 0    |
| 1989/90     | Д1       | Нюрнберг | Флаг Германии | 16    | 0    |
| 1990/91     | Д1       | Нюрнберг | Флаг Германии | 14    | 0    |
| 1991/92     | Д2       | Герта    | Флаг Германии | 30    | 0    |
| 1992/93     | Д2       | Герта    | Флаг Германии | 41    | 0    |
| 1993/94     | Д2       | Герта    | Флаг Германии | 12    | 0    |

## Достижения
- Чемпион Германии: 1986/87
- Финалист Лиги Чемпионов: 1986/87